# Eisenbahnunfall von Istanbul (1957)
Der Eisenbahnunfall von Istanbul war der Frontalzusammenstoß eines Simplon-Orient-Expresses mit einem Nahverkehrszug nach der Ausfahrt des Schnellzuges aus Istanbul am 20. Oktober 1957.

## Unfallhergang
Die von der türkischen Staatsbahn Türkiye Cumhuriyeti Devlet Demiryolları (TCDD) betriebene Bahnstrecke İstanbul Sirkeci–Swilengrad ist westlich des in Halkalı endenden Vorortverkehrs von Istanbul eingleisig. Der Simplon-Orient-Express war aus dem Bahnhof Istanbul Sirkeci ausgefahren und befand sich auf dem Weg nach Paris. Zwischen den Bahnhöfen Yarımburgaz (Streckenkilometer 30,8) und İspartakule (km 38,2) stießen der Simplon-Orient-Express und ein entgegenkommender Nahverkehrszug gegen 22.45 Uhr mit großer Geschwindigkeit frontal zusammen. Dabei wurden die drei ersten Personenwagen des Nahverkehrszuges zertrümmert; in ihnen starben 95 Menschen, weitere 150 wurden verletzt.

## Unfallursache
Ursache für den Unfall war ein Fahrdienstleiterfehler, da beiden Zügen gleichzeitig die Einfahrt in den eingleisigen Abschnitt gewährt worden war.